# PSR B1919+21

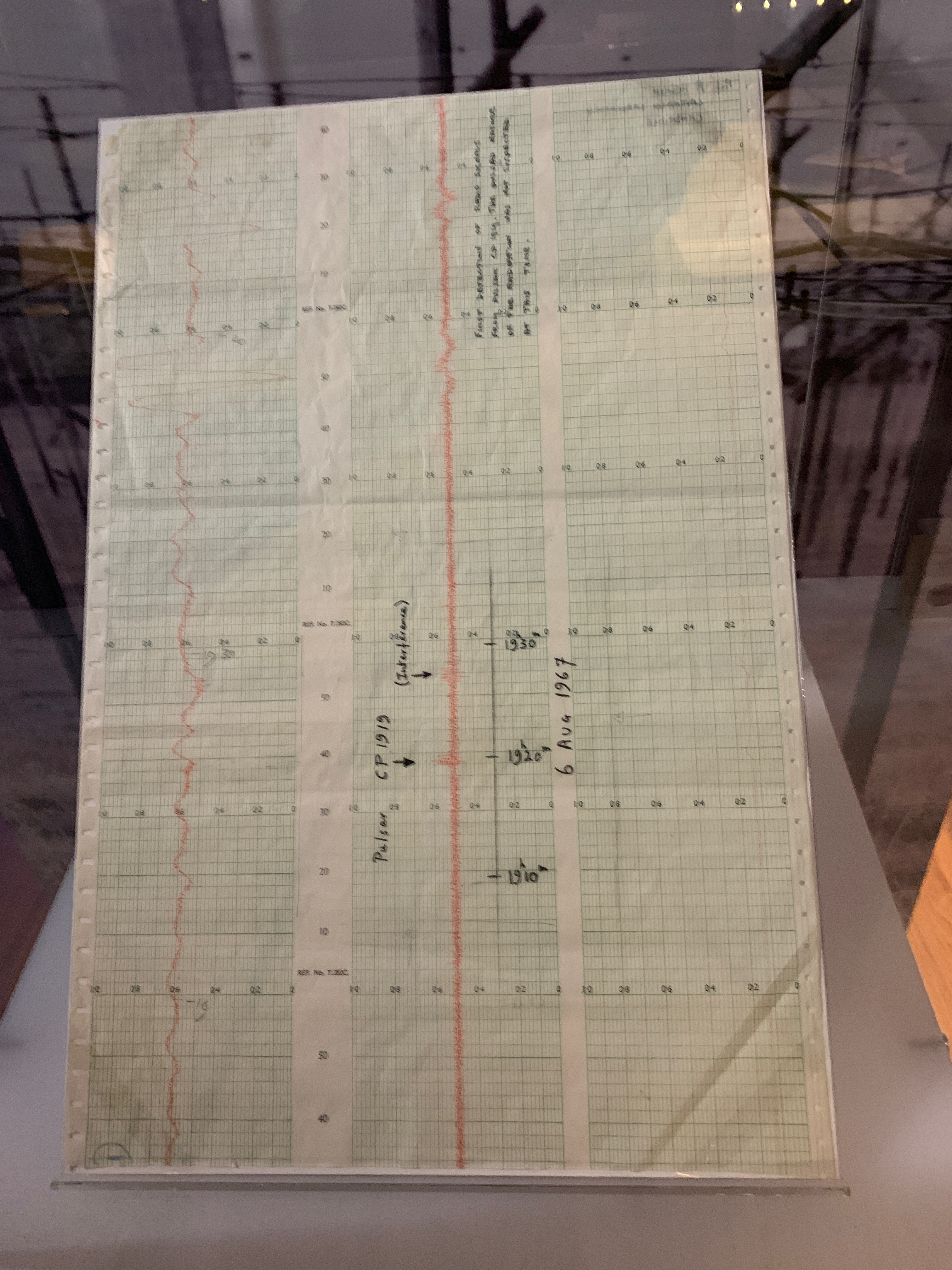

PSR B1919 +21 es un púlsar en la constelación de Vulpecula con un periodo de 1,3373 segundos y una anchura de pulso de 0,04 segundos. Descubierto en julio de 1967, fue el primer pulsar en ser descubierto con ondas de radio. Su designación original era CP 1919 y también es conocido como PSR J1921+2153.

## Descubrimiento
Antes que la naturaleza de la señal fue determinada, los investigadores, Jocelyn Bell y su supervisor Ph.D Antony Hewish, consideraron seriamente la posibilidad de vida extraterrestre.
La observación recibió la designación "Little green men 1", hasta que los investigadores Thomas Gold y Fred Hoyle identificaron esas señales como una estrella de neutrones de rápida rotación con un campo magnético fuerte.